# Golful Kula

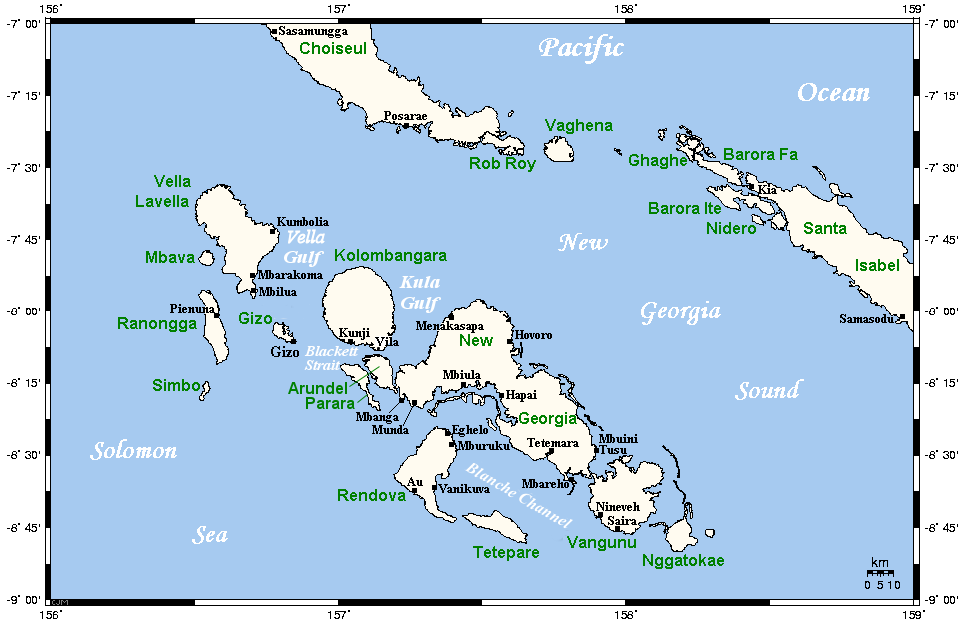
În această hartă se poate localiza Golful Kula

Golful Kula se găsește în grupul de Insulele Nueva Georgia în provincia occidentală a Insulelor Solomon. La nord se deschide Strâmtoarea Nueva Georgia. Se află între Insulele Kolombangara la vest și Insula Arundel la sud-vest și Nueva Georgia la sud și est. Prin Strâmtoarea Blackett în sud-est conectează cu Golful Vella în Marea Solomon
În timpul înfruntărilor din Al Doilea Război Mondial în campania din Insulele Solomon, 5 și 6 iulie 1943 a avut loc Bătălia din Golful Kula între Armata imperială Japoneză și Armata Statelor Unite.